# 東根村 (宮城県)
東根村（ひがしねむら）は、昭和29年（1954年）まで宮城県伊具郡の阿武隈川東岸にあった村（一部西岸に跨る箇所あり）。現在の角田市鳩原・小坂・平貫・坂津田にあたる。

## 歴史・沿革
- 1989年（明治22年）4月1日 - 町村制施行にともない、鳩原村・小坂村・平貫村・坂津田村の計4か村が合併して東根村が発足。
- 1954年（昭和29年）
  - 4月19日 - 阿武隈川で渡船が強風のために転覆。死亡・行方不明5人[1]。
  - 10月1日 - 角田町・北郷村・桜村・西根村・藤尾村・枝野村と合併し、新制の角田町となる。

## 行政
| 代    | 氏名       | 就任                      | 退任                       | 備考 |
| ----- | ---------- | ------------------------- | -------------------------- | ---- |
| 1 - 6 | 三品彦六   | 明治22年（1889年）4月24日 | 大正2年（1913年）4月21日   |      |
| 7     | 三坂喜二郎 | 大正2年（1913年）7月30日  | 大正7年（1918年）1月30日   |      |
| 8     | 佐藤彦七   | 大正7年（1918年）2月23日  | 大正8年（1919年）4月24日   |      |
| 9     | 大槻儀十郎 | 大正8年（1919年）7月3日   | 大正12年（1923年）2月9日   |      |
| 10    | 高橋富次郎 | 大正14年（1925年）6月6日  | 昭和4年（1929年）6月22日   |      |
| 11    | 佐藤彦七   | 昭和4年（1929年）7月25日  | 昭和16年（1941年）7月24日  | 再任 |
| 12    | 三品光徳   | 昭和16年（1941年）9月2日  | 昭和20年（1945年）9月1日   |      |
| 13    | 庄司孫三郎 | 昭和20年（1945年）9月2日  | 昭和21年（1946年）11月18日 |      |
| 14    | 渡辺靱負   | 昭和22年（1947年）4月6日  | 昭和29年（1954年）9月30日  |      |

## 教育
- 東根村立東根小学校
- 東根村立東根中学校